# James Adovasio
James M. Adovasio (Youngstown, Ohio, 17 de febrero de 1944) es un antropólogo y arqueólogo estadounidense.

## Estudios
Obtuvo en 1965 la Licenciatura en Antropología de la Universidad de Arizona; el Ph.D. en Antropología de la Universidad de Utah, en 1970; y el postdoctorado en investigación en el Instituto Smithsoniano, en 1972. Recibió el doctorado honoris causa  en Ciencias del Washington & Jefferson College, en 1983.

## Carrera profesional
Desde 1973 dirigió el proyecto Meadowcroft-Cross Creek en la Universidad de Pittsburgh, donde además fundó el programa de manejo de recursos culturales y fue el presidente del departamento de Antropología hasta 1990, cuando pasó a ser el director del departamento de Antropología y Arqueología del Mercyhurst College, institución donde trabajó hasta 2015. Fue integrante de la Comisión de Historia y Museos de Pensilvania entre 1995 y 2001 y ha tenido un papel activo con las autoridades, para ayudar a detener el saqueo de sitios arqueológicos. Fue decano de la Facultad de Ciencias y Matemáticas del Mercyhurst College, así como director del Instituto Arqueológico Mercyhurst, en Erie (Pensilvania). Es investigador asociado del "Centro de Historia Senador John Heinz", en Pittsburgh.

## Meadowcroft Rockshelter
Adovasio es conocido por su trabajo en el sitio arqueológico de Meadowcroft Rockshelter y por su participación en el debate sobre el poblamiento del continente americano. Su trabajo en Meadowcroft comenzó en junio de 1973 y la investigación en curso ha sido financiado por la National Geographic Society, el Estado de Pensilvania, la Universidad de Pittsburgh, así como por numerosos donantes públicos y privados.
Dataciones con carbono-14 indican una ocupación humana de abrigo rocoso de Meadowcroft desde hace 16.000 años. y tal vez desde hace 19.600 años. Si bien las fechas siguen siendo cuestionadas por algunos, muchos arqueólogos concuerdan con que Meadowcroft fue utilizado por indígenas americanos anteriores a la Cultura Clovis y como tal, Meadowcroft Rockshelter provee evidencia suficiente de un poblamiento temprano de América.
En el libro Los Primeros Americanos (2003), escrito conjuntamente con el editor de Historia Natural Jake Page, Adovasio explica sus hallazgos en Meadowcroft Rockshelter y los diversos métodos de datación usados, como la dendrocronología (contando los anillos de árboles) y analiza la historia natural del continente, con sus glaciares y megafauna antigua, para exponer su punto de vista sobre el poblamiento temprano de América.

## Arqueología de género
Además de sus excavaciones en Meadowcroft, Adovasio ha trabajado a lo largo de América del Norte, el Medio Oriente y Europa del Este, en el estudio de la tecnología lítica, así como de materiales perecederos (cestería, ropa, telas, cuerdas), cuya fabricación se asocia principalmente con el trabajo de las mujeres. Uno de sus principales intereses académicos, y un tema que se discute a menudo, es el papel de las mujeres, niños y personas de la tercera edad en la prehistoria y su relativa ausencia en los debates de los materiales arqueológicos y en la teoría.
Tradicionalmente, los arqueólogos han pintado a los hombres en las culturas prehistóricas como principales sostenedores de la familia y figuras centrales en la economía de sus respectivas poblaciones. Adovasio ha trabajado para revertir el sesgo de género en la arqueología, centrándose en la artesanía y las mujeres, para demostrar que la manera estereotipada de que la vida en la edad de hielo con grupos de hombres corriendo con lanzas, matando a los grandes animales, son incorrectas, y hasta extravagantes. Adovasio, conjuntamente con Olga Soffer y Jake Page, ha defendido la importancia de las mujeres a la vida prehistórica. Según ellos, la relativa ausencia de mujeres en el registro arqueológico se debe a la evidencia más duradera de la obra masculina lítica, mientras que los objetos producidos con materia prima orgánica se descomponen. En los hallazgos, los artefactos líticos superan a los perecederos en proporción de 20 a 1, aun en sitios con buen estado de conservación y así, las herramientas de piedra son generalmente los únicos materiales que se recuperan y se asocian con los hombres, según Adovasio, nuestras interpretaciones del pasado son a menudo parciales e incorrectas.